# (300909) Kenthompson
(300909) Kenthompson est un astéroïde de la ceinture principale.

## Description
(300909) Kenthompson est un astéroïde de la ceinture principale. Il fut découvert le 30 janvier 2008 à Vail-Jarnac par Tom Glinos et David H. Levy. Il présente une orbite caractérisée par un demi-grand axe de 3,16 UA, une excentricité de 0,08 et une inclinaison de 9,6° par rapport à l'écliptique.

## Compléments